# Volmerange-les-Mines
Volmerange-les-Mines è un comune francese di 2 288 abitanti situato nel dipartimento della Mosella nella regione del Grand Est.

## Storia

### Simboli
Lo stemma è stato adottato il 30 aprile 1960. Nella prima partizione i gigli reali di Francia simboleggiano l'abbazia di St Denis; nella seconda è riprodotto il blasone della famiglia d'Eltz.

## Società

### Evoluzione demografica
Abitanti censiti

## Amministrazione

### Gemellaggi
Calusco d'Adda